# Abolmondar Albo
«Abolmondar Albo» es un nombre mozárabe que viene de Abu Al-Mundhir, de la Kunya de los Al-Mundhir que, para Fray Justo Pérez de Urbel, es atribuido al conde castellano Rodrigo Díaz; en cambio, la medievalista leonesa, Margarita Torres, se lo adjudica al conde castellano Munio Gómez.

## «Abolmondar Albo»
Este personaje de principios del siglo X aparece nombrado en diferentes documentos de la época.
La estrecha relación existente con el mundo mozárabe y las escasas fuerzas de las tropas castellanas para combatir fueron las causas principales por las que varios condes castellanos, entre ellos «Abolmondar Albo», decidieran no actuar junto a leoneses y navarros en la Batalla de Valdejunquera (920) contra las tropas de Abd al-Rahman III. Esta pasividad de los condes castellanos indignó al rey Ordoño que mandó encarcelar, en el llamado Episodio Tebular, a 4 de estos condes castellanos; Nuño Fernández, Fernando Ansúrez, Abolmondar Albo y su hijo Diego.

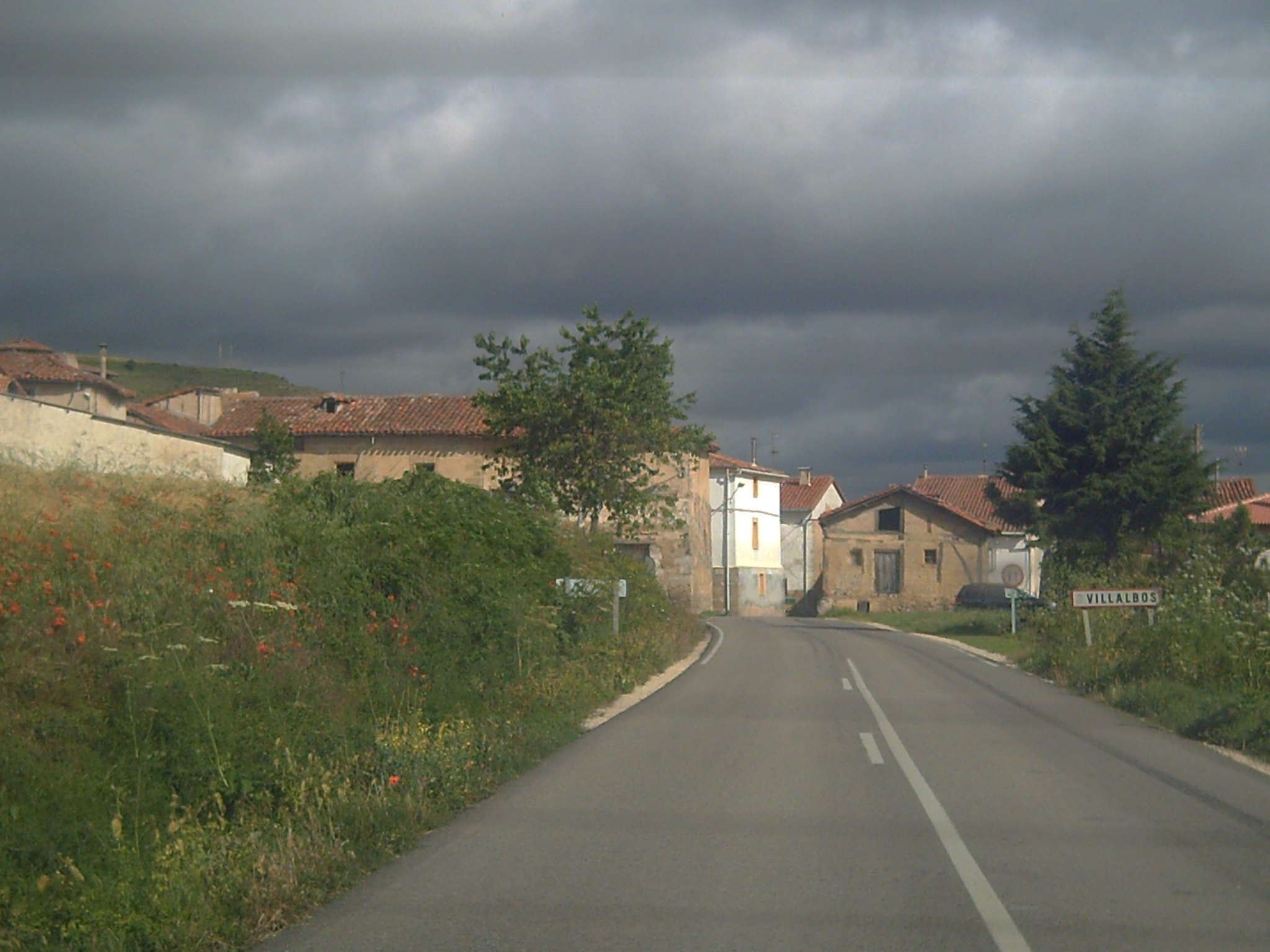
Villalbos.

«Abolmondar Albo» actúa por toda la provincia de Burgos, pero es en el nordeste de la provincia donde deja su huella. En la comarca de los Montes de Oca, «Abolmondar Albo» fundó las poblaciones de Villalmóndar (Abolmondar) y Villalbos. También, se le atribuye la localidad de Albillos, al sudeste. Aunque no existe prueba documental de que fuera Abolmondar Albo el fundador de estas poblaciones y no era el único magnate castellano llamado Abolmondar, pues en la documentación castellana aparecen varios personajes de nombre Abolmondar o Abolmundar.
En el año 923 en una carta de la zona de Arlanza se menciona a «Abolmondar Albo» junto al rey Ordoño en la Rioja.
Descendientes de «Albolmondar Albo» fundaron y poblaron localidades en Castilla y León, como por ejemplo, Venialbo (hijos de Albo).
Poco más se conoce de este conde castellano, conocido entre los mozárabes del nordeste de Burgos, que gestionó sus dominios en zona conflictiva de cristianos y árabes de forma tranquila.

## Rodrigo Díaz«Abolmondar Albo»
La adjudicación del sobrenombre de Abolmondar Albo a Rodrigo Díaz, se basa en documentos como el que encontramos en la inauguración del monasterio de San Juan de Tabladillo, entre Silos y Covarrubias, donde un conde castellano llamado Rodrigo Díaz aparece como su fundador y junto a él, firma un tal Didacis Roderiz, posiblemente su hijo. La crítica documental tacha este documento de falso, por lo que de este documento no se puede probar esta conexión entre Abolmondar y el tal Rodrigo Díaz.
A finales del siglo IX, Rodrigo, primer conde de Castilla y abuelo de Rodrigo Díaz, sufre una derrota contra las tropas del futuro sexto emir de al-Ándalus, Al-Mundir de Córdoba, cuando éstas regresaban al sur. Esta derrota conllevaría que territorios cristianos quedasen bajo el dominio árabe. En este entorno surgiría años después la figura de Abolmondar Albo, seudónimo que adoptaría el conde castellano Rodrigo Díaz, su nieto.
Abolmondar Albo aparece siempre en el nordeste de Castilla, por la provincia de Burgos y más concretamente en la comarca de los Montes de Oca, comarca ésta repoblada por Diego Porcelos, padre de Rodrigo Díaz.
El hermano, Fernando Díaz, fue conde de Cerezo y Lantarón, localidades próximas al Valle de Oca.
Fernando Ansúrez, detenido junto a Abolmondar Albo, en el Episodio Tebular, es el posible poblador del municipio de Villanasur Río de Oca, localidad próxima a Villalbos y Villalmóndar.
Todo ello, nos conduce a asociar el nombre mozárabe de «Abolmondar Albo» con Rodrigo Díaz. A los dos se les relaciona con esa parte del territorio castellano en esa época.

## Munio Gómez«Abolmondar»
Para la medievalista leonesa Margarita Torres, Abolmóndar Albo era el conde castellano Munio Gómez, padre de Diego Muñoz de Saldaña.
Munio Gómez era un conde de la familia Banu Gómez (hijos de Gómez), familia que tenía su posesiones en torno al río Carrión donde según la crónica fueron apresados los condes castellanos. En el 865 tuvo lugar una campaña cordobesa contra tierras castellanas, la llamada Batalla de la Morcuera, donde fueron destruidas las fortalezas de algunos señores entre ellos Gómez, señor de Mesaneka. Según Margarita Torres, de esta campaña los musulmanes regresarían con numerosos cautivos, entre ellos Munio Gómez y Diego Muñoz, que debido a su estirpe estarían bajo la protección del emir. Todo esto ayudaría a comprender la estrecha relación existente entre la familia Banu Gómez y Córdoba, donde se llegaron a recibir embajadas de paz de los Banu Gómez, e incluso se aliaron con los musulmanes, como pasó en tiempos del conde García Gómez, que sería aliado de Almanzor.
Esta teoría de Margarita Torres es aceptada por otros autores como Gonzalo Martínez Díez.